# Ampedus bakeri
Ampedus bakeri là một loài bọ cánh cứng trong họ Elateridae. Loài này được Lane miêu tả khoa học năm 1965.